# Leptonycteris

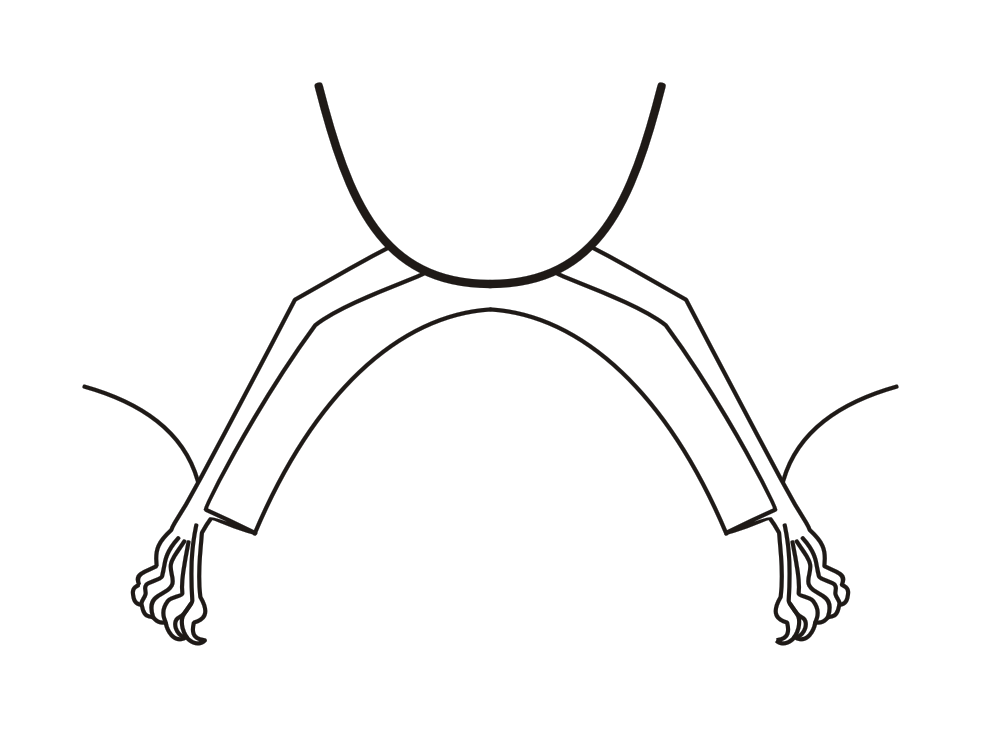
Illustrazione della parte posteriore di Leptonycteris

Leptonycteris (Lydekker, 1891) è un genere di pipistrelli della famiglia dei Fillostomidi.

## Descrizione

### Dimensioni
Al genere Leptonycteris appartengono pipistrelli di piccole dimensioni, con lunghezza della testa e del corpo tra 67 e 93 mm, la lunghezza dell'avambraccio tra 53 e 61 mm e un peso fino a 35 g.

### Caratteristiche craniche e dentarie
Il cranio presenta un rostro lungo e sottile e le arcate zigomatiche esili ma complete. Gli incisivi superiori sono grandi e disposti lungo una fila continua tra i due canini, dai quali sono separati da uno spazio. Gli incisivi inferiori sono ben sviluppati e con la corona rotonda. I premolari sono lunghi e stretti. I molari sono privi della caratteristica disposizione a W delle cuspidi.
Sono caratterizzati dalla seguente formula dentaria:

### Aspetto
Il colore del dorso varia dal bruno-rossastro al bruno-grigiastro, mentre le parti ventrali dal marrone al color cannella.  Il muso è stretto e leggermente allungato, mentre la lingua è estensibile e fornita all'estremità di papille setolose. La foglia nasale è piccola e lanceolata. Le orecchie sono piccole, rotonde e separate. È privo di coda, mentre l'uropatagio è ridotto, cosparso di pochi peli e con il margine libero a forma di U.

## Distribuzione
Il genere è diffuso in America Centrale e meridionale.

## Tassonomia
Il genere comprende 3 specie.
- Leptonycteris curasoae
- Leptonycteris nivalis
- Leptonycteris yerbabuenae